# ایستگاه شین‌باشی
ایستگاه شین‌باشی (به ژاپنی: 新橋駅 Shinbashi-eki)) یکی از ایستگاه‌های بزرگ قطار در منطقه میناتو، توکیو این ایستگاه در مرکز توکیو قرار دارد و تنها ۱۰ دقیقه با گینزا پیاده راه است.